# Maria Àngels Rosell Simplicio
Maria Àngels Rosell Simplicio (Barcelona, 1931 - 14 de maig de 2016) fou una treballadora social, activista social i política catalana.
Durant tota la seva vida mantingué una indiscutible trajectòria i treball per una societat igualitària i justa. Va ser la fundadora de l'escola bressol Belendai del Camp de la Bota, destinada als fills i filles de dones gitanes. L'any 1983 es va convertir en regidora de Serveis Socials de l'Ajuntament de Sant Adrià de Besòs, càrrec que ocupà fin el 1999. També en fou tinent d'alcalde. Durant la seva estada a l'Ajuntament, va impulsar el Casal de la Dona, un dels primers serveis d'atenció a les dones de Catalunya. Quan va deixar l'Ajuntament va continuar treballant a la Mina, on l'any 2001 va fundar l'Associació de Dones de la Mina, Adrianes, amb l'objectiu de promoure la transformació del barri a través de la participació de les dones. Va col·laborar activament en la plataforma d'entitats de la Mina i en moltes altres iniciatives del barri i del municipi. També fou patrona de la Fundació Apip-Acam d’ençà de la seva fundació el 1982.

## Reconeixements
El maig del 2010, el President de la Generalitat de Catalunya, José Montilla, li va lliurar la Medalla al treball President Macià en reconeixement del seu compromís i dedicació a la participació de les dones i a la cohesió social en favor de les dones treballadores i gitanes.
El gener del 2017, en un acte d'homenatge pòstum de record a l'activista, l'alcalde de Sant Adrià de Besòs, Joan Callau, anuncià que l'Ajuntament de Sant Adrià nomenava a Maria Àngels Rosell, fundadora de l'Associació de Dones Adrianes, filla adoptiva de la població. Abans d'això, com a reconeixement la seva lluita per millorar la ciutat, i sobretot el barri de la Mina, en el Ple municipal del 25 de juliol de 2016 s'havia aprovat la proposta del Consell Municipal de les Dones de donar el nom de Maria Àngels Rosell a la plaça situada davant del futur CAP de la Mina. L'activista fou una de les homenatjades per l'Ajuntament de Barcelona en la campanya Ciutat de Dones, el març de 2023.